# Комплекс построек Главной понижающей подстанции Волховстроя

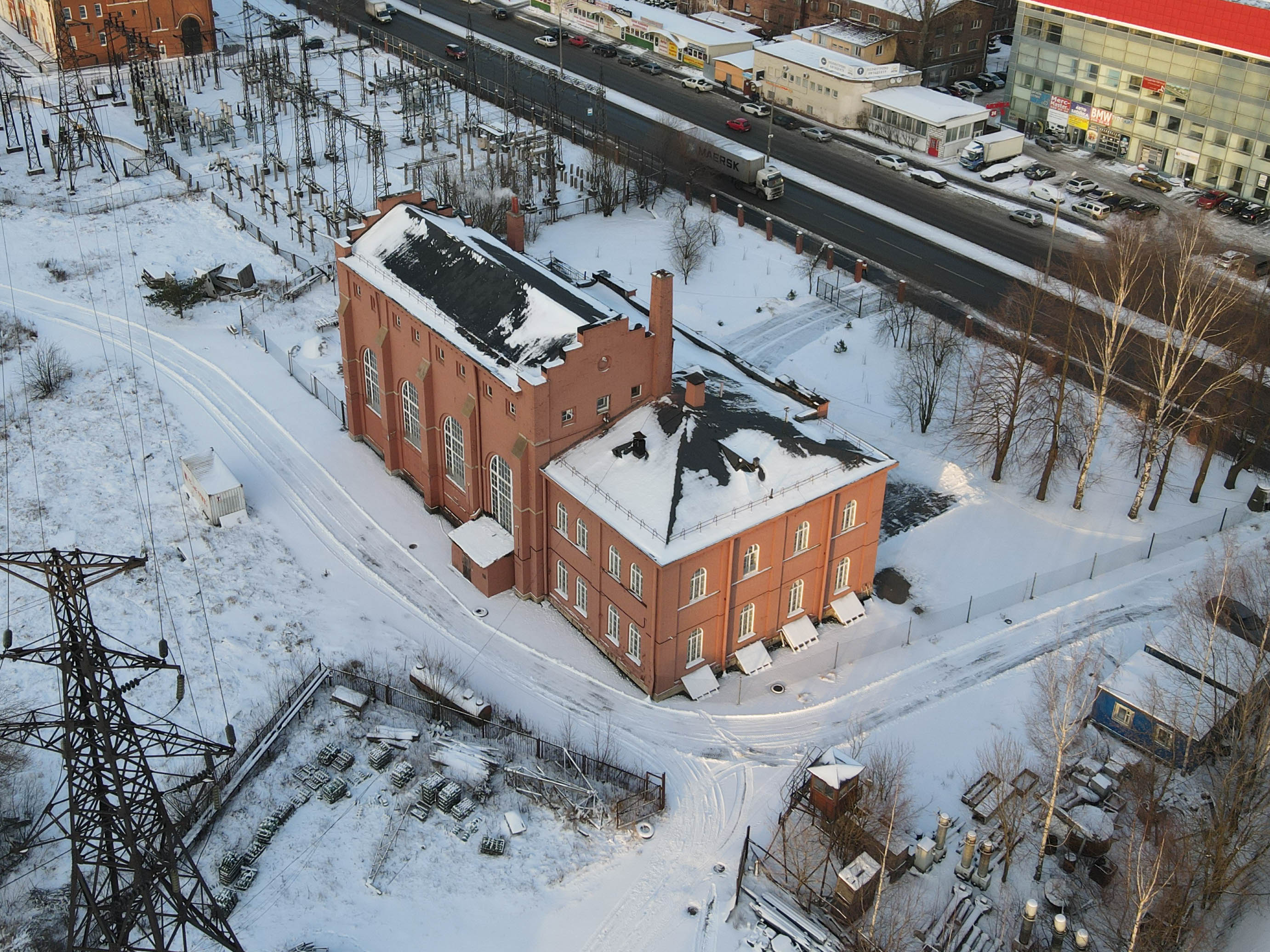
Трансформаторный завод

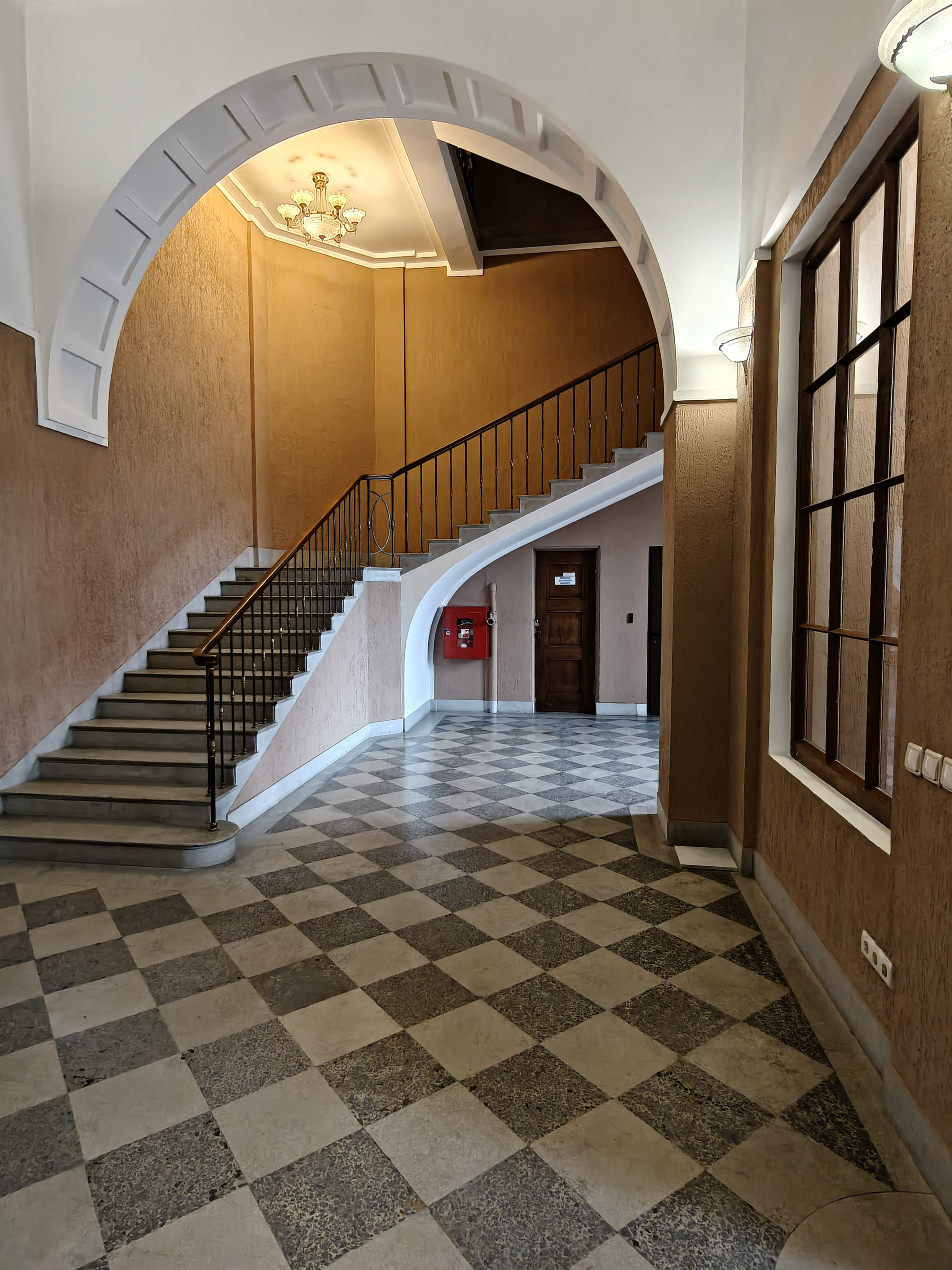
Вестибюль и парадная лестница

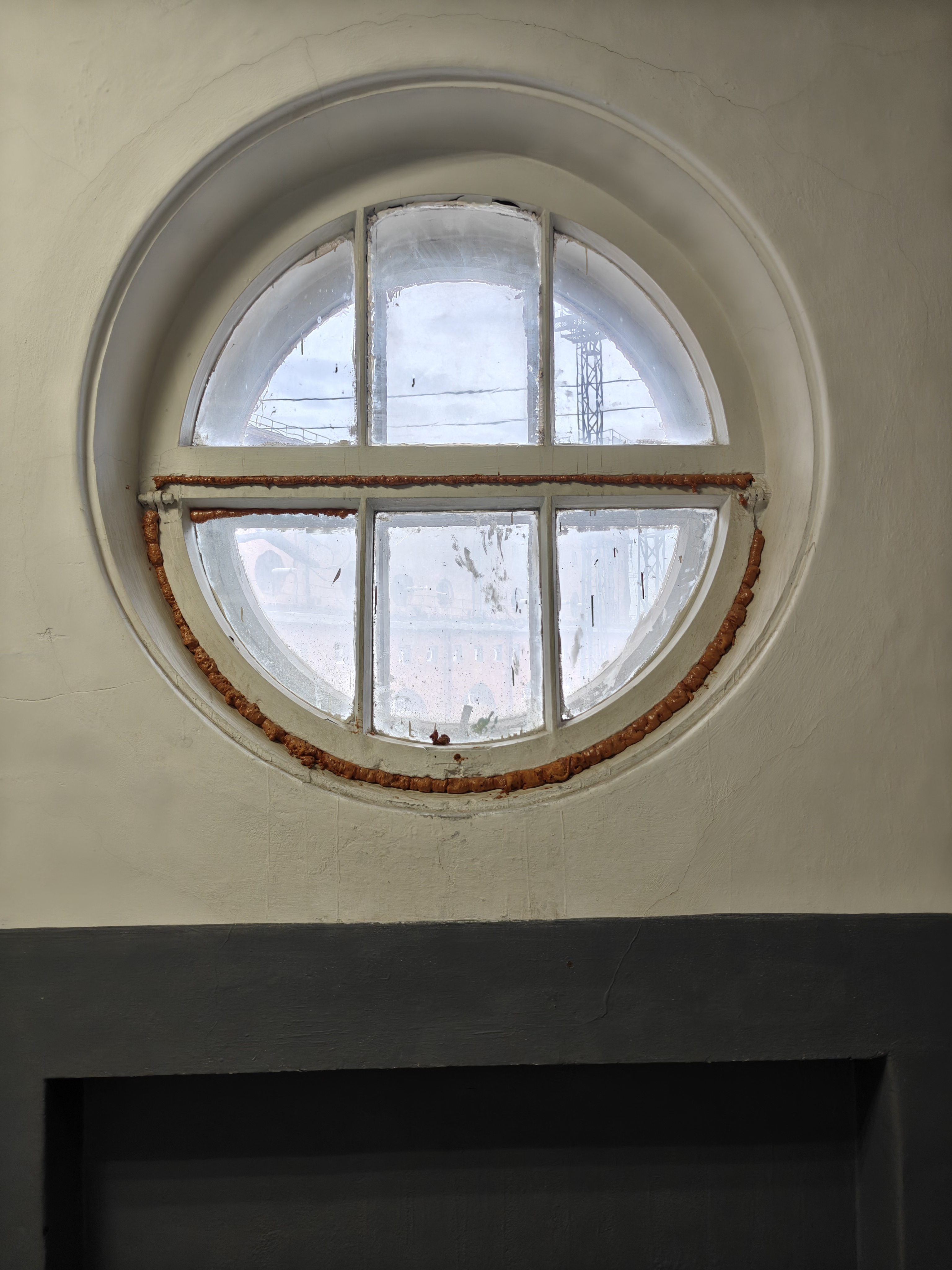
Железобетонные рамы с бронзовыми шарнирами; окно-иллюминатор

Комплекс построек Главной понижающей подстанции Волховстроя — памятник архитектуры. Расположен в Санкт-Петербурге, современный адрес — Полюстровский проспект, 46, 46Б. Выбор места обусловлен близостью как к потребителям электроэнергии, так и к двум подводным волховским линиям.
Первые испытания на станции прошли ещё до окончания строительства.
Основным автором проекта введённой в строй в 1926 году подстанции был О. Р. Мунц, ранее спроектировавший первую советскую гидроэлектростанцию, открытую в Ленинградской области. Комплекс состоит из корпуса высокого напряжения, корпуса низкого напряжения и корпуса, соединяющего их. На Полюстровский проспект выходит трёхэтажный корпус, равномерно расчленённый тремя большими ризалитами. В соединительном двухэтажном здании расположен отделанный вазалемским мрамором вестибюль с парадной лестницей и служебные помещения. Фасады краснокирпичные со вставками тёсаного путиловского камня (сделанными как с декоративными, так и с конструктивными целями). Предполагалось, что они будут оштукатурены, но этого не случилось, что сам архитектор посчитал выгодным изменением. Большая часть оконных переплётов сделана из железобетона с бронзовыми шарнирами в створках, полы производственных залов выложены метлахской плиткой. Над ансамблем возвышается башня с часами и водяным баком отопления внутри. Оконные проёмы разнообразны, есть широкие витражные, есть узкие вертикальные («окна-бойницы») и круглые (окна-иллюминаторы, перешедшие из архитектуры Гробницы пекаря Эврисака в архитектуру модерна). Мунц упоминал, что создавал здания с аллюзией на средневековые североитальянские строения; также в архитектуре комплекса выделяются характерные для эпохи Возрождения тройные арки.
В комплекс также входит здание Трансформаторного энергоремонтного завода (бывшее изначально ремонтной мастерской). Торцевые стены завода имеют щипцовые завершения, на двух фасадах есть мощные контрфорсы. В 2016 году предполагалось осуществить демонтаж позднейших кирпичных пристроек, искажающих исторический облик здания, восстановить оконные проёмы в том месте, где пристройки примыкали к старым стенам, раскрыть на крыше слуховые окна. Площадь офисных помещений планировали увеличить за счёт не опирающейся на старые стены «временной металлической сборно-разборной каркасной двухэтажной конструкции» в трёхсветном помещении бывшей сварочной мастерской.
Отдельные устройства (щит местных нужд, трансформатор тока, разъединители) продолжают работать на подстанции с 1926 года, в основном трёхчастном здании работает музей
В 2010 году в соседнем квартале был построен новый корпус, не состоящий под охраной как памятник архитектуры. В октябре 2024 года постройки Главной понижающей подстанции Волховстроя (главное производственное здание и трансформаторный энергоремонтный завод) были включены в единый государственный реестр в качестве объекта культурного наследия регионального значения.